# Ayaka Kōra
Ayaka Kōra (japanisch 高良 彩花 Kōra Ayaka; * 22. März 2001 in Nishinomiya) ist eine japanische Leichtathletin, die sich auf den Weitsprung spezialisiert hat.

## Sportliche Laufbahn
Erste internationale Erfahrungen sammelte Ayaka Kōra bei den Juniorenasienmeisterschaften 2018 in Gifu, bei denen sie mit einer Weite von 6,44 m die Goldmedaille gewann. Damit qualifizierte sie sich für die U20-Weltmeisterschaften in Tampere, bei denen sie mit 6,37 m die Silbermedaille gewann. Im Jahr darauf gewann sie bei den Asienmeisterschaften in Doha mit einem Sprung auf 6,16 m die Silbermedaille hinter der Chinesin Lu Minjia. Anschließend wurde sie bei der Sommer-Universiade in Neapel mit 6,10 m im Finale Zwölfte und kam in der japanischen 4-mal-100-Meter-Staffel im Vorlauf zum Einsatz. 2023 gelangte sie bei den Hallenasienmeisterschaften in Astana mit 6,14 m auf Rang sieben und im Juli belegte sie bei den Freiluftmeisterschaften in Bangkok mit 6,32 min den fünften Platz.
In den Jahren 2017, 2018 und 2020 wurde Kōra japanische Meisterin im Weitsprung.

## Persönliche Bestleistungen
- Weitsprung: 6,50 m (+0,7 m/s), 9. September 2022 in Kyōto
  - Weitsprung (Halle): 6,14 m, 12. Februar 2023 in Astana